# Llista de monuments de Sant Ferriol
Llista de monuments de Sant Ferriol inclosos en l'Inventari del Patrimoni Arquitectònic Català pel municipi de Sant Ferriol (Garrotxa). Inclou els inscrits en el Registre de Béns Culturals d'Interès Nacional (BCIN) amb la classificació de monuments històrics, els Béns Culturals d'Interès Local (BCIL) de caràcter immoble i la resta de béns arquitectònics integrants del patrimoni cultural català.
| Monument                                                         | Protecció    | Estil/època                             | Localització                                                                   | Coordenades                                          | Codi?         | Imatge |
| ---------------------------------------------------------------- | ------------ | --------------------------------------- | ------------------------------------------------------------------------------ | ---------------------------------------------------- | ------------- | --- |
| Castell de la Miana                                              | BCIN 1456-MH |                                         | Sant Ferriol                                                                   | 42° 10′ 43″ N, 2° 37′ 52″ E / 42.178611°N,2.631111°E | RI-51-0006071 | Castell de la Miana (Sant Ferriol) · Vegeu més fotos d'aquest monument · Carregueu una nova foto d'aquest monument                            |
| Església de Sant Silvestre del Mor o d'Almor                     |              | Romànic, barroc XII, XVIII              | Sant Ferriol                                                                   | 42° 10′ 54″ N, 2° 39′ 17″ E / 42.181730°N,2.654688°E | IPA-10582     | Església de Sant Silvestre del Mor (Sant Ferriol) · Vegeu més fotos d'aquest monument · Carregueu una nova foto d'aquest monument             |
| Ermita del Sagrat Cor al cim del puig Cornador                   |              | Eclecticisme XX                         | Sant Ferriol Aïllat                                                            | 42° 11′ 25″ N, 2° 41′ 05″ E / 42.190269°N,2.684789°E | IPA-10583     | Ermita del Sagrat Cor al cim del puig Cornador (Sant Ferriol) · Vegeu més fotos d'aquest monument · Carregueu una nova foto d'aquest monument |
| Masia de Can Badia                                               |              | Obra popular Medieval                   | Sant Ferriol El Torn - Aïllada                                                 | 42° 09′ 37″ N, 2° 38′ 45″ E / 42.160315°N,2.645820°E | IPA-10591     | Carregueu una nova foto d'aquest monument |
| Casa de Can Planells                                             |              | Obra popular                            | Sant Ferriol Aïllat                                                            | 42° 11′ 28″ N, 2° 39′ 53″ E / 42.191023°N,2.664823°E | IPA-10592     | Carregueu una nova foto d'aquest monument |
| Hostatgeria del Santuari de Sant Ferriol                         |              | Gòtic tardà XV                          | Sant Ferriol Aïllat                                                            | 42° 11′ 52″ N, 2° 40′ 07″ E / 42.197910°N,2.668542°E | IPA-10596     | Hostatgeria del Santuari de Sant Ferriol · Vegeu més fotos d'aquest monument · Carregueu una nova foto d'aquest monument                      |
| Masia de Can Bep                                                 |              | Obra popular                            | Sant Ferriol Aïllat                                                            | 42° 11′ 52″ N, 2° 40′ 07″ E / 42.197725°N,2.668476°E | IPA-10598     | Carregueu una nova foto d'aquest monument |
| Font del Santuari de Sant Ferriol                                |              | Obra popular XVII                       | Sant Ferriol Aïllat                                                            | 42° 11′ 51″ N, 2° 40′ 07″ E / 42.197491°N,2.668589°E | IPA-10599     | Font del Santuari de Sant Ferriol · Vegeu més fotos d'aquest monument · Carregueu una nova foto d'aquest monument                             |
| Església de Sant Andreu del Torn                                 |              | Obra popular XVIII                      | Sant Ferriol C. de l'Església                                                  | 42° 09′ 38″ N, 2° 38′ 44″ E / 42.160445°N,2.645692°E | IPA-10603     | Església de Sant Andreu del Torn (Sant Ferriol) · Vegeu més fotos d'aquest monument · Carregueu una nova foto d'aquest monument               |
| Rectoria del poble del Torn                                      |              | Obra popular XVI-XVII, XVIII            | Sant Ferriol Costat de l'església de Sant Andreu                               | 42° 09′ 38″ N, 2° 38′ 44″ E / 42.160424°N,2.645426°E | IPA-10606     | Rectoria del poble del Torn (Sant Ferriol) · Vegeu més fotos d'aquest monument · Carregueu una nova foto d'aquest monument                    |
| Llinda de Can Roquer                                             |              | Obra popular XVI                        | Sant Ferriol                                                                   | 42° 09′ 38″ N, 2° 38′ 43″ E / 42.160621°N,2.645243°E | IPA-10607     | Carregueu una nova foto d'aquest monument |
| Església de Santa Maria de Fares                                 |              | Romànic XII                             | Sant Ferriol Aïllada                                                           | 42° 11′ 12″ N, 2° 44′ 08″ E / 42.186542°N,2.735610°E | IPA-10621     | Església de Santa Maria de Fares (Sant Ferriol) · Vegeu més fotos d'aquest monument · Carregueu una nova foto d'aquest monument               |
| Masia de Can Fligas                                              |              | Obra popular XVII-XVIII                 | Sant Ferriol Fares                                                             | 42° 11′ 07″ N, 2° 44′ 13″ E / 42.185410°N,2.736847°E | IPA-10623     | Carregueu una nova foto d'aquest monument |
| Masia de Can Jordà                                               |              | Obra popular                            | Sant Ferriol Fares                                                             | 42° 11′ 07″ N, 2° 44′ 16″ E / 42.185331°N,2.737682°E | IPA-10628     | Carregueu una nova foto d'aquest monument |
| Santuari de Sant Ferriol                                         | BCIL 1998    | Gòtic tardà XVI-XVII                    | Sant Ferriol Fornells                                                          | 42° 11′ 53″ N, 2° 40′ 07″ E / 42.197996°N,2.668675°E | IPA-10593     | Santuari de Sant Ferriol · Vegeu més fotos d'aquest monument · Carregueu una nova foto d'aquest monument                                      |
| Església de Sant Miquel de la Miana                              |              | Romànic XII, XVIII                      | Sant Ferriol La Miana                                                          | 42° 10′ 48″ N, 2° 37′ 53″ E / 42.179946°N,2.631504°E | IPA-10586     | Església de Sant Miquel de la Miana (Sant Ferriol) · Vegeu més fotos d'aquest monument · Carregueu una nova foto d'aquest monument            |
| Rectoria de Sant Miquel de la Miana                              |              | Obra popular XVI-XVII, XVIII            | Sant Ferriol La Miana                                                          | 42° 10′ 48″ N, 2° 37′ 52″ E / 42.179940°N,2.631056°E | IPA-10589     | Rectoria de Sant Miquel de la Miana (Sant Ferriol) · Vegeu més fotos d'aquest monument · Carregueu una nova foto d'aquest monument            |
| Església de Sant Fruitós d'Ossinyà o de Sant Fructuós d'Aussinyà |              | Romànic XI-XII                          | Sant Ferriol Ossinyà                                                           | 42° 10′ 54″ N, 2° 41′ 19″ E / 42.181674°N,2.688722°E | IPA-10584     | Església de Sant Fruitós d'Ossinyà (Sant Ferriol) · Vegeu més fotos d'aquest monument · Carregueu una nova foto d'aquest monument             |
| Masia de Can Garriga                                             |              | Obra popular XVIII                      | Sant Ferriol Torn                                                              | 42° 09′ 37″ N, 2° 38′ 45″ E / 42.160330°N,2.645792°E | IPA-10608     | Carregueu una nova foto d'aquest monument |
| Església Nova de Santa Maria del Collell                         |              | Historicisme XX                         | Sant Ferriol Torn                                                              | 42° 09′ 05″ N, 2° 39′ 27″ E / 42.151269°N,2.657517°E | IPA-10610     | Església Nova de Santa Maria del Collell (Sant Ferriol) · Vegeu més fotos d'aquest monument · Carregueu una nova foto d'aquest monument       |
| Església Vella de Santa Maria del Collell                        |              | Romànic, gòtic tardà Medieval, XVI-XVII | Sant Ferriol Torn                                                              | 42° 09′ 04″ N, 2° 39′ 27″ E / 42.151075°N,2.657421°E | IPA-10615     | Església Vella de Santa Maria del Collell (Sant Ferriol) · Vegeu més fotos d'aquest monument · Carregueu una nova foto d'aquest monument      |
| Antic molí d'en Fàbrega                                          |              | Obra popular XVIII                      | Sant Ferriol Torn                                                              | 42° 09′ 41″ N, 2° 38′ 42″ E / 42.161350°N,2.644885°E | IPA-10627     | Antic molí d'en Fàbrega (Sant Ferriol) · Vegeu més fotos d'aquest monument · Carregueu una nova foto d'aquest monument                        |
| Masia de Can Noguer                                              |              | Obra popular                            | Sant Ferriol Torn                                                              | 42° 09′ 15″ N, 2° 38′ 49″ E / 42.154272°N,2.646953°E | IPA-10629     | Carregueu una nova foto d'aquest monument |
| Molí de Ca n'Oliveres                                            |              | Obra popular                            | Sant Ferriol Torrent del Torrós                                                |                                                      | IPA-43185     | Carregueu una nova foto d'aquest monument |
| Pou de gel de Cabratosa                                          |              | Obra popular XIX                        | Sant Ferriol Cabratosa                                                         |                                                      | IPA-43192     | Carregueu una nova foto d'aquest monument |
| Molí de Planesses                                                |              | Obra popular                            | Sant Ferriol Planesses                                                         |                                                      | IPA-43198     | Carregueu una nova foto d'aquest monument |
| Forns de calç les Planesses                                      |              | Obra popular                            | Sant Ferriol Marge esquerre de la pista de Can Planesses a l'ermita del Guillà |                                                      | IPA-43199     | Carregueu una nova foto d'aquest monument |